# Rotauge
Das Rotauge (Rutilus rutilus), auch die Plötze, Unechte Rotfeder oder der Schwal genannt, ist ein Fisch aus der Familie der Weißfische (Leuciscidae).

## Merkmale

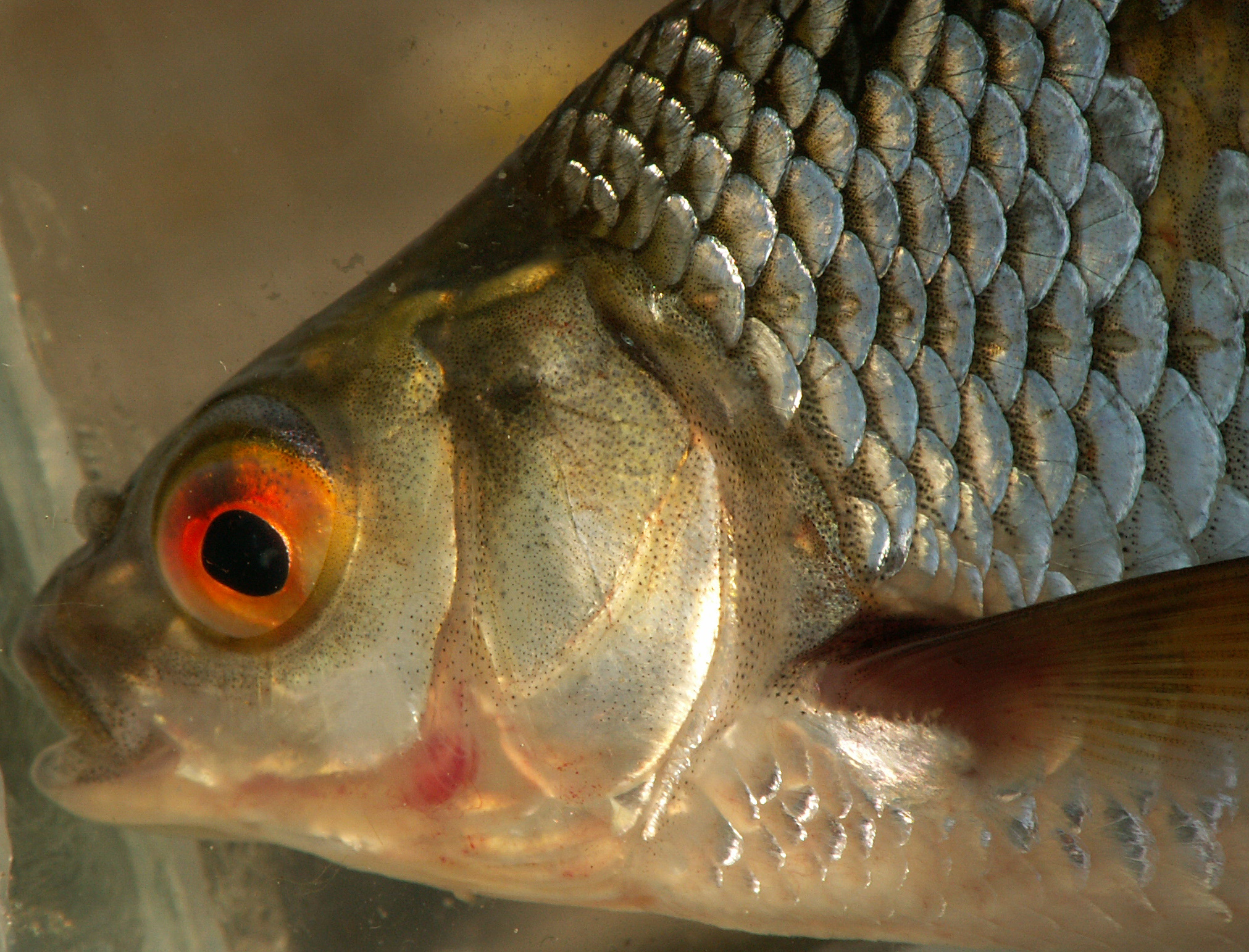
Rotauge Kopfpartie

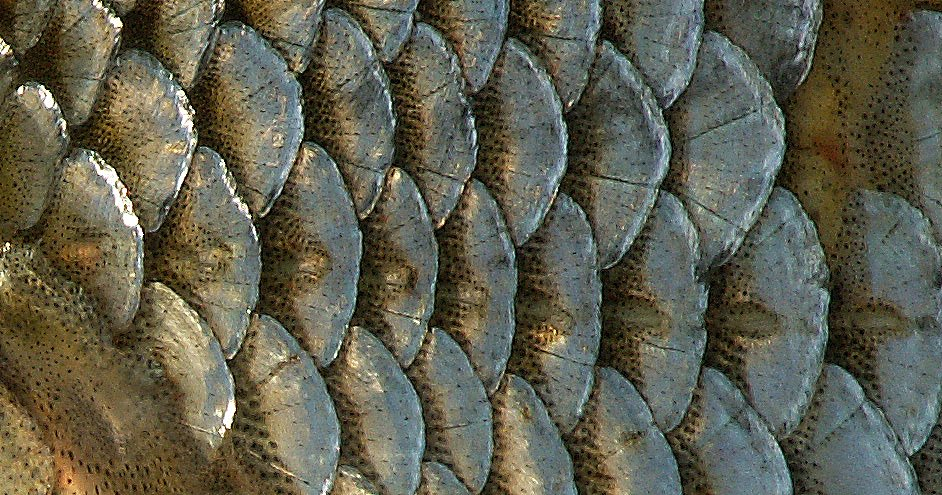
Rotauge – Großaufnahme der Seitenlinie

Das Rotauge erreicht eine Länge von 25 bis 50 Zentimetern, ein Gewicht von bis zu 3 Kilogramm und hat einen hochrückigen Körper mit grünlicher Ober- und weißer Bauchseite. Augen und Flossen sind rötlich.
Die Körperform und Färbung kann je nach Gewässertyp variieren, in Fließgewässern sind Rotaugen schlanker und haben eine silbrige Schuppenfärbung an der Seite und in Baggerseen beispielsweise hochrückig und eine leichte Goldfärbung. Ein besonders auffallendes Kennzeichen ist die leuchtend rote Iris, daher rührt die Namensgebung. Außerdem hat das Rotauge keine Kieferzähne, sondern zerkleinert seine Nahrung mit den sogenannten Schlundzähnen.

### Morphologische Unterschiede zwischen Rotauge und Rotfeder
Das Rotauge wird oft mit einer verwandten Art, der Rotfeder (Scardinius erythrophthalmus), verwechselt, da sie sich sehr ähnlich sehen. Die Arten unterscheiden sich jedoch durch den Stand von Bauch- und Rückenflosse: Während sich beim Rotauge beide Flossen auf gleicher Höhe befinden, ist die Bauchflosse der Rotfeder leicht vorgezogen. Noch leichter fällt die Unterscheidung anhand ihrer Mäuler: Die Rotfeder hat ein oberständiges und das Rotauge ein endständiges Maul.
Neben diesen Hinweisen wird zur Unterscheidung zudem herangezogen, dass das Rotauge zwischen Bauch- und Afterflosse eine gerundete Bauchkante in Gegensatz zur gekielten Bauchkante der Rotfeder hat und die Augen (oft nur im Vergleich feststellbar) wirklich rot im Gegensatz zum Goldgelb der Rotfeder sind. Ein weiteres Merkmal ist die Anzahl der Schuppen in der Seitenlinie. Besitzt hier das Rotauge zwischen 39 und 48, sind dies bei der Rotfeder 40 bis 42.
Ein weiterer, recht ähnlicher Fisch ist der Aland, der jedoch deutlich kleinere Schuppen besitzt (55 bis 60) und einen gelben Augenkreis aufweist.
Die Laichzeit beginnt meist im Mai und endet meist im August.

### Hybridisierung mit anderen Arten
Zwischen Rotauge, Rotfeder, Aland und Brassen kommt es häufig zu Hybriden, also natürlichen Kreuzungen, sofern diese Arten zur gleichen Zeit im gleichen Gewässerabschnitt ablaichen. Eine eindeutige Bestimmung der Zugehörigkeit oder einer Nichtzugehörigkeit ist bisweilen lediglich auf der Basis einer DNA-Analyse möglich.

## Verbreitung

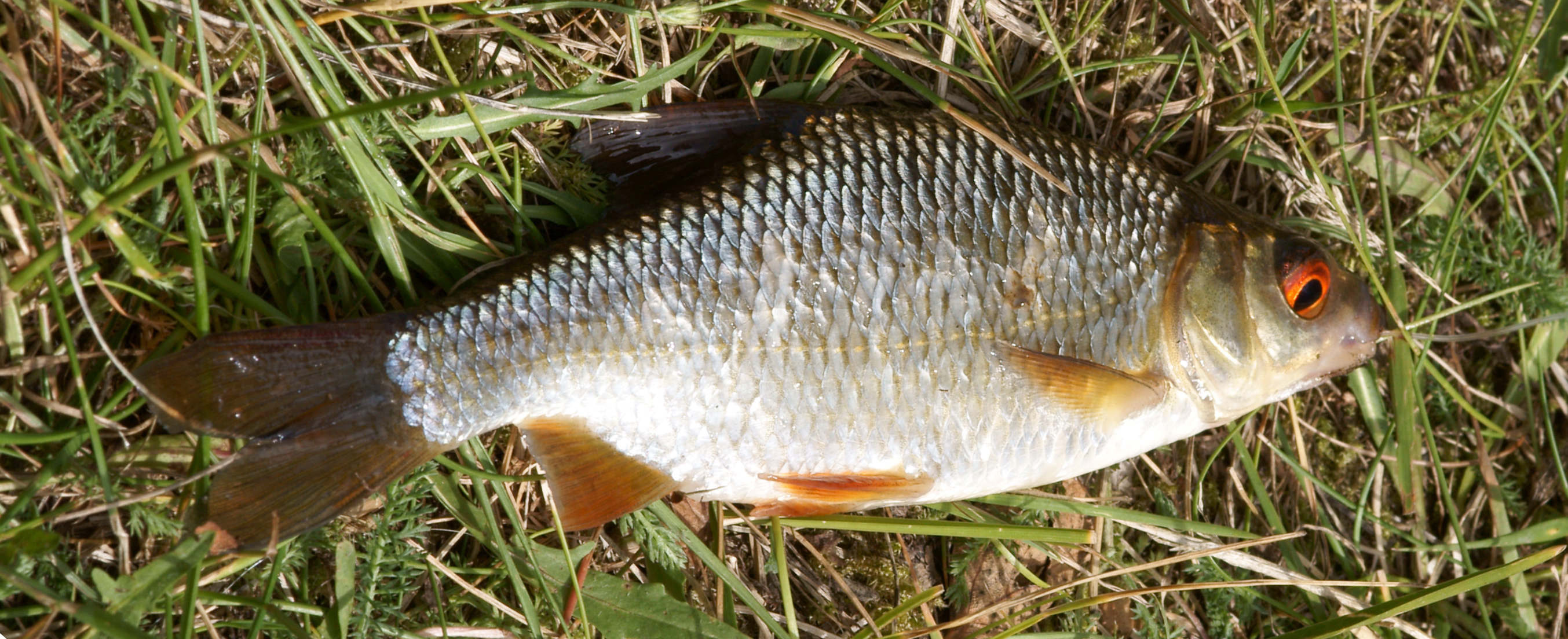
Rotauge in Finnland

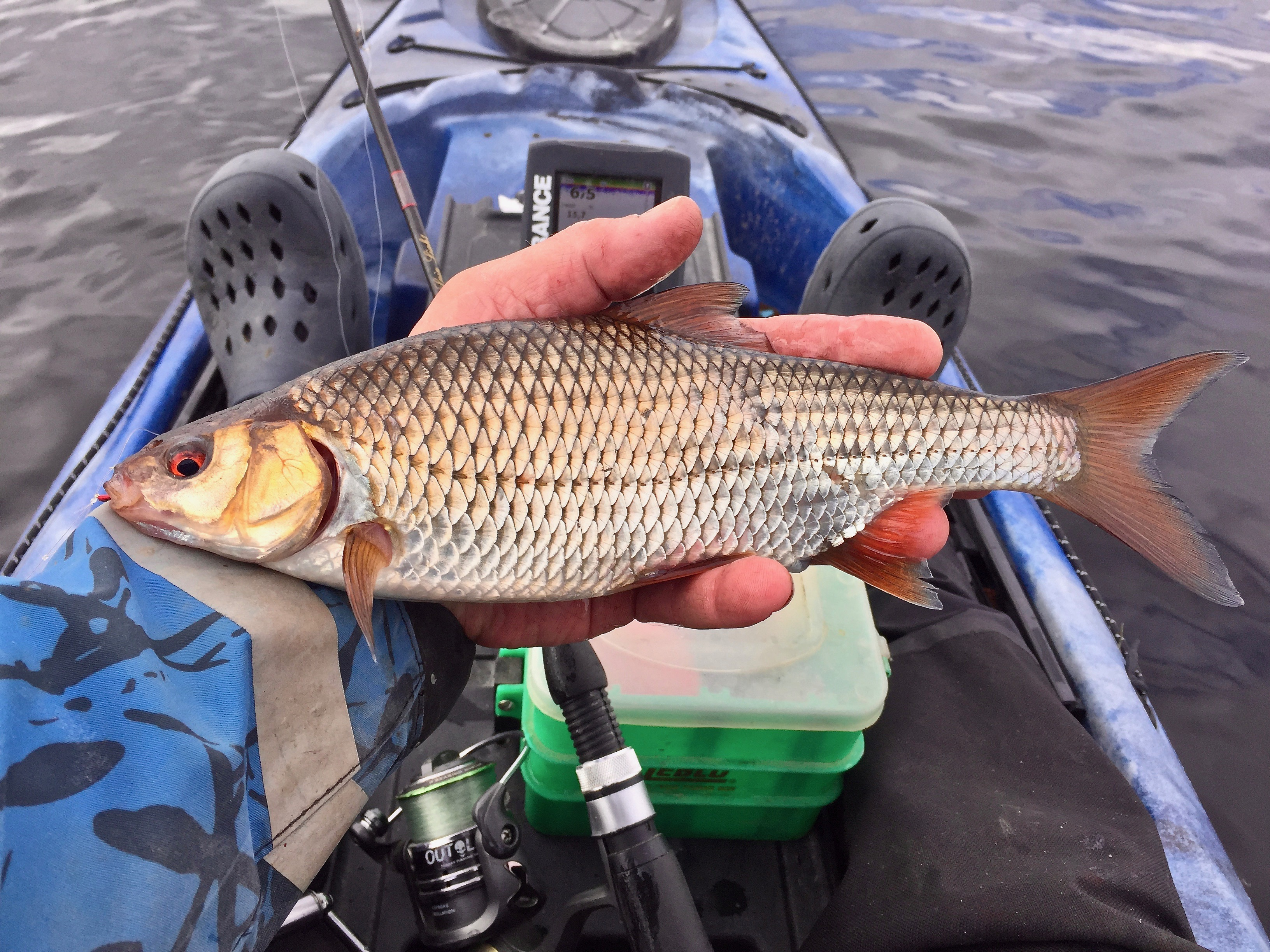
Rotauge aus dem Kilijärvi, ca. 100 km nördlich des Polarkreises

Untersuchungen ergaben, dass Rotaugen seit dem Pliozän in Eurasien heimisch sind. Genzentren sind von Griechenland bis Sibirien, westliches Einzugsgebiet des Kaspischen Meeres, Donau bis Dnjestrbecken und die Küstenregion des Schwarzen Meeres.
Die Plötze lebt als anspruchsloser Schwarmfisch in stehenden und langsam fließenden Gewässern in fast ganz Europa nördlich der Alpen und der Pyrenäen bis zum Ural. Sie lebt auch auf den britischen Inseln und im Brackwasser der Ostsee, fehlt aber im südlichen Balkan.
Im nördlichen Skandinavien ist das Rotauge bis ins Flusssystem des Kalix und Kaitum (Schwedisch Lappland, Norrbottens Län) sowie in dort angrenzenden bzw. benachbarten Seen nachgewiesen und wird von Anglern mehr oder weniger regelmäßig als unerwünschter Beifang erbeutet. Damit reicht die gegenwärtig bekannte bzw. nachgewiesene nördliche Verbreitungsgrenze des Rotauges bis circa 150 Kilometer nördlich des Polarkreises.
Rotaugen ziehen im Frühjahr in großen Schwärmen aus dem Stettiner Haff in den Flusslauf der Uecker, um zu laichen.
Rotaugen wurden außerhalb ihres natürlichen Verbreitungsgebietes in Zypern, Marokko, Irland, Italien, Spanien und Australien  eingeführt, wo sie aufgrund ihrer hohen Reproduktionsrate einheimische Fischarten verdrängen können.

## Lebensweise

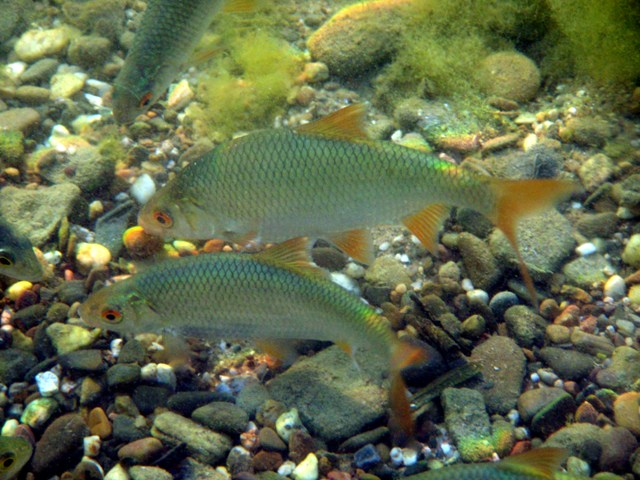
Gruppe von Rotaugen

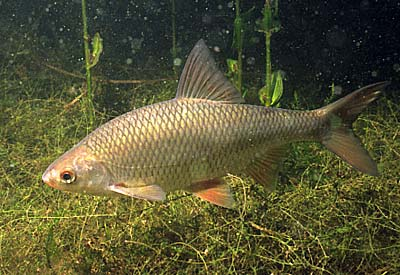
Rotauge in Grundnähe

In Großbritannien wurden die Zusammenhänge zwischen Aufkommen von Zooplankton und der Rotaugen-Population untersucht, die sich wechselseitig in einem 2-Jahresrhythmus beeinflussen. Je nach Alter der Fische werden unterschiedliche Kleinlebewesen als Beute bevorzugt. In Gefangenschaft können Rotaugen bis maximal zwölf Jahre alt werden.
Rotaugen sind weniger anfällig für Gewässerverschmutzung und können in einer Reihe von unterschiedlichsten Gewässerhabitaten Bestände bilden.
Nur kalte Forellenbäche mit einer hohen Fließgeschwindigkeit und klare Gebirgsseen mit ganzjährig niedrigen Wassertemperaturen werden von Rotaugen meist nicht besiedelt. Rotaugen gelten allgemein als eine stark anpassungsfähige euryöke und ubiquitäre Fischart, die eine große Gewässerbandbreite mit unterschiedlichen ökologischen Bedingungen besiedeln kann. Hierzu gehören auch regulierte Fließgewässer wie Kanäle für die Binnenschifffahrt und Hafenbecken. Ebenso findet man sie in Talsperren bis hin zu kleinen Weihern. Auch im Brackwasser findet man Rotaugen.
Rotaugen halten sich in Fließgewässern bevorzugt an mit Algen bewachsenen Steinpackungen auf, da sie hier Flohkrebse erbeuten.
Kleine Rotaugen können auch in flache Gräben von nur 20 Zentimeter Tiefe vordringen und kleine Tümpel durch Laich, der am Gefieder von Wasservögeln anhaftet, besiedeln. In Marginalgewässern ohne Raubfischbestand bleiben Rotaugen meist mit einem Durchschnittsgewicht von 100 Gramm kleinwüchsig und werden vorzeitig geschlechtsreif. Da sie mit zwei bis drei Jahren bereits geschlechtsreif sind, kann es schnell zu einer Massenentwicklung und Verbuttung kommen. Rotaugen sind die wichtigsten Beutefische für Hechte und Zander.
Rotaugen sind ausgesprochene Schwarmfische, die sich sowohl im Mittelwasser aufhalten, als auch in flacheren, strömungsarmen Uferabschnitten mit Pflanzenbewuchs. Rotaugen bilden mit dem Flussbarsch in den meisten Gewässern den größten Anteil der Fischbiomasse, der in trüben Gewässern nur noch von Karpfen und Brassen übertroffen werden kann.
Im Winter ziehen sich Rotaugen in tiefere Gewässerabschnitte zurück, in Fließgewässern sind sie dann oft in großen Schwärmen in strömungsarmen Hafenbecken und bestimmten Zonen der Flussrinne zu finden.
Die Nahrung der Rotaugen besteht einerseits aus  verschiedenen Wasserpflanzen wie z. B. Wasserpest, Tausendblatt (Myriophyllum), Wasserlinsen und Armleuchteralgen (Characeae) und andererseits und hauptsächlich aus diversen Kleintieren wie Zooplankton, Würmer, Insektenlarven, Insekten, kleinen Schnecken und Muscheln. Sie laichen von April bis Mai bei Wassertemperaturen von 6–10 °C. Die Männchen bekommen einen Laichausschlag in Form von perlenartigen Auswüchsen auf dem Kopf. Es werden 50.000 bis 100.000 (bezogen auf 1000 g Körpergewicht), 0,9 Millimeter große, klebrige Eier auf Steinen, Holz oder in Pflanzenbestände gelegt.
Der Laichvorgang ist häufig sehr geräuschvoll und kann Raubfische anlocken.
Die Larven schlüpfen nach vier bis zehn Tagen und haften zunächst am Substrat. Erst nachdem sie den Dottersack-Vorrat aufgebraucht haben, schwimmen sie frei.

## Bedeutung in der Fischerei
Das Rotauge dient als Köderfisch zum Beangeln von Raubfischen wie Hecht, Flussbarsch, Wels, Aal oder Zander. Ansonsten ist es vor allem wegen seiner leichten Fängigkeit und seines häufigen Vorkommens für Anfänger ein beliebter Angelfisch. Rotaugen sprechen sowohl auf Köder wie Würmer und Maden an als auch auf pflanzliche Köder wie Mais und Brot. Am „fängigsten“ ist eine leichte Posenmontage, bei der der Köder in Grundnähe an flachen und schilfbewachsenen Ufern präsentiert wird, da Rotaugen in derartigen Gewässerbereichen natürlicherweise Nahrung suchen. Das größte in Deutschland mit der Angel gefangene Rotauge der letzten Jahre wog 2,49 Kilogramm und stammte aus dem Neckar. Ein ähnlich schweres Exemplar stammte 2005 aus dem Mittellandkanal bei Braunschweig, ein anderer Rekordfisch von 2,62 Kilogramm wurde 1981 an der Weser gefangen.
Rotaugen eignen sich aufgrund ihrer Anspruchslosigkeit sowohl für das Kaltwasseraquarium als auch für den Gartenteich.

## Das Rotauge als Speisefisch

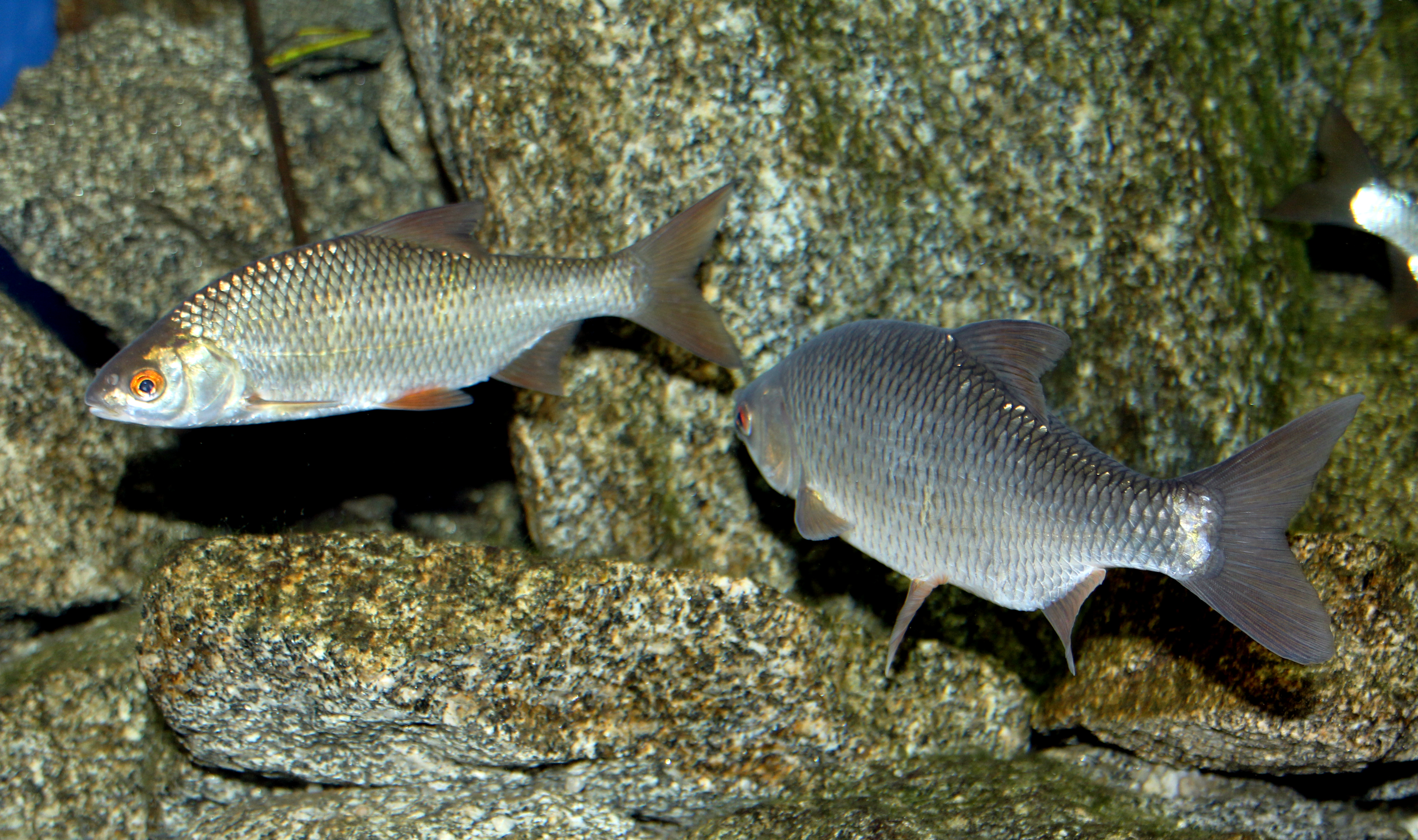
Ausstellung „Unter dem Moldauspiegel“, Prag

Rotaugen sind vor allem in Osteuropa als Speisefisch bedeutend. Sie schmecken sehr delikat. Lediglich wegen seiner feinen Gräten ist der Fisch in der Küche nicht so beliebt. Um den Fisch genießbar zu machen, kann man das Filet vor dem Frittieren mehrmals einschneiden (schröpfen). Sehr gut sollen auch pochierte Fischklöße oder Frikadellen schmecken. Eine weitere Methode, der feinen Gräten Herr zu werden, ist, das Rotauge über mehrere Tage in Essig einzulegen und damit die Gräten aufzulösen.

## Verwandte Arten
Weitere Arten der Gattung Rutilus sind beispielsweise der Frauennerfling (Rutilus pigus), der sich von dem Rotauge nur durch kleinere Schuppen unterscheidet, und der bis zu 55 Zentimeter lange in Flüssen und Seen der Alpen lebende Perlfisch (Rutilus meideringi) mit sehr kleinen Schuppen. Das Südeuropäische Rotauge (Rutilus rubilio) unterscheidet sich vom Rotauge durch eine rauchgraue Längsbinde, welche vom Kopf bis zur Schwanzflosse reicht, auch ist es meist langgestreckter. Südeuropäische Rotaugen erreichen oft nur 200 g Körpergewicht bei 25 cm Länge und sind in Italien, Dalmatien, Kroatien bis Westgriechenland im Einzugsgebiet der Adria verbreitet. Rutilus heckeli kommt im Schwarzen und Asowschen Meer vor und steigt zum Laichen in die Flüsse auf. Auch im Kaspischen Meer gibt es mit der Wobla (Rutilus caspicus) eine an das Brackwasser angepasste Wanderform.

## Gefährdungssituation
Das Rotauge wird in der Roten Liste gefährdeter Arten der IUCN als ungefährdet (Least Concern) eingestuft, da keine wesentlichen Bedrohungen zu erkennen sind.